# Jacobijnkoekoek
De jacobijnkoekoek (Clamator jacobinus) is een vogel uit de familie van de koekoeken.

## Verspreiding en leefgebied
Het biotoop van deze soort bevindt zich voornamelijk in doornige, droog struikgewas of open bossen waarbij gebieden met dicht bos of extreem droge omgevingen worden vermeden.
Deze soort komt wijdverspreid voor in Afrika en van India tot Myanmar en telt drie ondersoorten:
- C. j. serratus: Zuid-Afrika en zuidelijk Zambia.
- C. j. pica: van Afrika bezuiden de Sahara tot noordelijk Zambia en Malawi, van noordwestelijk India tot Nepal en Myanmar.
- C. j. jacobinus: zuidelijk India, Sri Lanka en zuidelijk Myanmar.